# Figura de Chladni

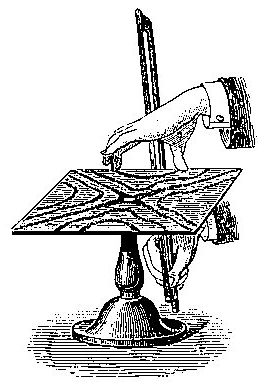
Criação de figuras de Chladni

As figuras de Chladni são padrões visuais formados por grãos de areia/sal em cima de uma chapa de metal ou vidro quando ela vibra em uma frequência sonoras (frequência de ressonância), fenômeno descoberto pelo físico alemão Ernst Chladni durante um experimento com chapa (som visível). A frequência de ressonância são ondas estacionárias que ocorrem quando as ondas refletidas das bordas e as ondas incidentes na chapa se correspondem.

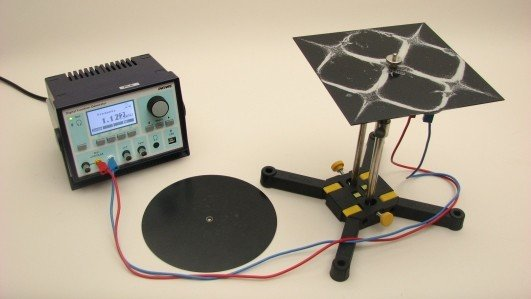
sound pattern, Ernst Chladni

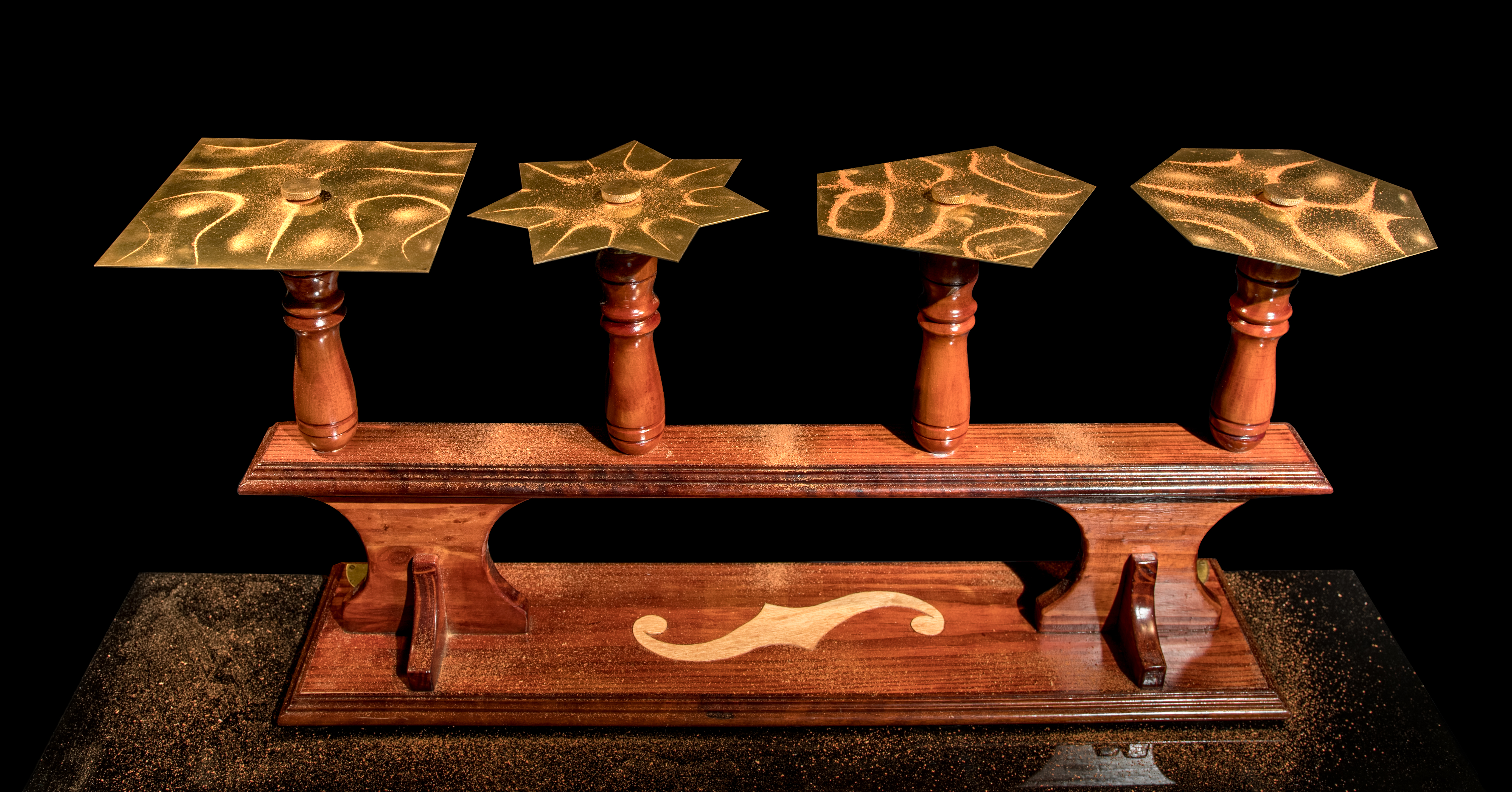
Dispositivo para o estudo das figuras de Chladni

Os nós de vibração de uma placa elástica fina formam linhas características da frequência específica que foi animada. A materialização dessas linhas com um pó, geralmente o pó de lycopodium, forma as figuras de Chladni.

## Descrição
Em um centro de apoio devem ser fixados rigidamente várias placas de metal horizontais de tamanho, forma e espessura diferentes. A parte central mantém-se fixa; as extremidades não são apoiadas, ficando assim livre para vibrar.

## Funcionamento
Uma vez a placa de metal fixada ao suporte, coloca-se areia e, em seguida, põe-se o dispositivo a vibrar, por exemplo, com um arco que é friccionado verticalmente na borda do prato. Com a fricção do arco, a placa vibra, a areia se move das zonas de vibração forte para as áreas onde a vibração é menos forte ou mesmo inexistente (os nós de vibração da onda estacionária), assim formando as figuras de Chladni.
| Figuras de Chladni | Figuras de Chladni | Figuras de Chladni | Figuras de Chladni | Figuras de Chladni | Figuras de Chladni |
| ------------------ | ------------------ | ------------------ | ------------------ | ------------------ | ------------------ |
|                    |                    |                    |                    |                    |                    |
|                    |                    |                    |                    |                    |                    |
|                    |                    |                    |                    |                    |                    |
|                    |                    |                    |                    |                    |                    |
|                    |                    |                    |                    |                    |                    |
|                    |                    |                    |                    |                    |                    |

Ao estudar uma mesma placa, percebe-se que a alteração da posição do ponto de vibração revela figuras diferentes que correspondem a diferentes modos vibracionais dessa placa. Pode-se também reduzir a vibração em alguns lugares, colocando-se um dedo.
Outras figuras aparecem quando mudamos os parâmetros (forma de placa, tamanho, espessura etc.).
As figuras de Chladni também podem ser usadas como um instrumento para controlar a qualidade ou a acústica de um instrumento.
Vibrações distintas geram figuras diferentes, mesmo quando se mantém a mesma placa, além da influência da forma da placa utilizada:
| Figuras de Chladni |
| ------------------ |
|                    |
|                    |
|                    |
|                    |
|                    |
|                    |

## Outros ficheiros
| {{{caption}}}               |
| Como a serragem se acumula? |

| {{{caption}}} |
| Desafio       |

## Artigos relacionados
- Acústica
- Tubo de impedância
- Cimática